# Branwen ferch Llŷr
Branwen ferch Llŷr [ˈbranwen verx ɬiːr] („Branwen, die Tochter Llŷrs“) ist der Titel des Zweiten Zweiges des Mabinogi in der walisischen Mythologie. Die Erzählung ist sowohl im Llyfr Gwyn Rhydderch („Das Weiße Buch von Rhydderch“) als auch im Llyfr Coch Hergest („Das Rote Buch von Hergest“) enthalten.

## Inhalt und handelnde Personen
- ausführliche Inhaltsangaben siehe Bran der Gesegnete und Branwen

Matholwch, der König von Irland, wirbt um Branwen, die Tochter Llŷrs und Schwester des britannischen Königs Bran der Gesegnete. Obwohl der Unruhestifter Efnisien, der Bruder Nissyens, dies hintertreiben will, kommt es zur Hochzeit in Aberffraw. Branwen wird jedoch nach der Geburt ihres Sohnes Gwern in Irland schlecht behandelt und bittet ihren Bruder um Hilfe. Darauf zieht ein britannisches Heer, zu dem auch Pryderi und Branwens anderer Bruder Manawydan gehören, nach Irland, ein Versöhnungsversuch wird von Efnisien wiederum hintertrieben und es kommt zum Kampf. Alle Britannier fallen, bis auf sieben, die den Kopf Brans in die Heimat zurückbringen. Branwen stirbt aus Kummer über die Verwüstung zweier Länder um ihretwillen ebenfalls. In ganz Irland überleben nur fünf schwangere Frauen, die mit ihren Söhnen durch Inzest die nun neu entstehenden fünf Provinzen gründen und bevölkern.
Während dies in Irland geschieht, wird Brans Sohn Caradawg, den er als Statthalter in Wales zurückgelassen hat, von Caswallawn vertrieben.
Im Dritten Zweig des Mabinogi, Manawydan fab Llŷr („Manawydan, der Sohn Llŷrs“), wird die Handlung unmittelbar nach der Rückkehr der Britannier fortgeführt.